# Mramani
Mramani är en ort i Komorerna.   Den ligger i distriktet Anjouan, i den centrala delen av landet, 160 km sydost om huvudstaden Moroni. Mramani ligger 83 meter över havet och antalet invånare är 5 126. Den ligger på ön Anjouan.
Terrängen runt Mramani är huvudsakligen kuperad, men söderut är den platt. Havet är nära Mramani åt sydost.  Närmaste större samhälle är Domoni, 9,9 km norr om Mramani. 